# Georg Brutjan
Georg Abelovič Brutjan (rusky Гео́рг Абе́лович Брутя́н, arménsky Գեորգ Աբելի Բրուտյան; 24. března 1926, vesnice Sevkar, Arménská SSR – 8. prosince 2015, Jerevan) byl arménský a sovětský veřejný činitel a filozof, doktor filozofických věd, profesor, řádný člen Akademie věd Arménské SSR.

## Životopis
V roce 1950 absolvoval Jerevanskou státní univerzitu. Roku 1951 dokončil aspiranturu filozofické fakulty Moskevské státní univerzity, kde pod vedením prof. Valentina Asmuse obhájil kandidátskou disertaci. V roce 1962 dosáhl titulu doktora věd obhajobou dizertace na téma Teorie poznání obecné sémantiky (rusky Теория познания общей семантики). V roce 1971 byl zvolen členem-korespondentem Akademie věd Arménské SSR, v roce 1982 řádným členem.

## Publikace
- Современная буржуазная философия. — М.: Издательство Московского университета, 1972.

Česká vydání
- BRUŤAN, G. A. Obecná sémantika. In: BOGOMOLOV, A. S.; MELVIL, J. K.; NARSKIJ, I. S. Současná buržoazní filozofie. 1. vyd. Praha: Svoboda, 1978. Kritická studie sovětských filozofů analyzuje hlavní směry buržoazní filozofie v posledním století. Pojednává o novokantovství, o charakteristických rysech pozitivismu konce 19. a začátku 20. století, o absolutním idealismu, pragmatismu, novopozitivismu, vzniku, ideově teoretických základech a filozofické podstatě existencialismu, fenomenologii, novotomismu aj. S. 405–418.